# 빌리 베넷

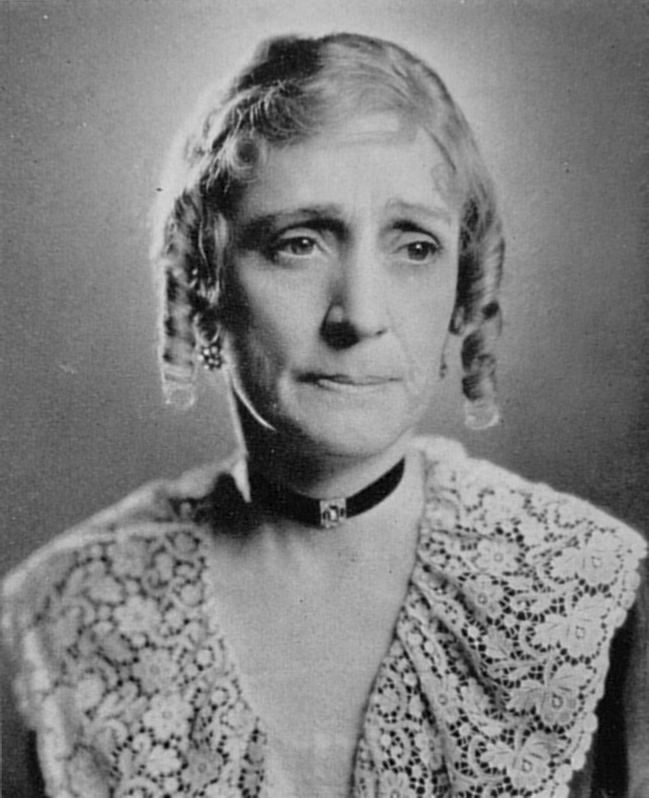

빌리 베넷(Billie Bennett, 1874년 10월 23일 ~ 1951년 5월 19일)은 미국의 배우, 영화배우이다.
에번즈빌에서 태어났으며 로스앤젤레스에서 사망하였다.

## 영화
- 로빈 훗 (1922년)
- 온리 어 파머스 도터 (1915년)
- 배관공 (1914년)
- 데어 파탈 범핑 (1914년)
- 마벨의 바쁜 날 (1914년)